# Flugunfall einer Dassault Falcon 50 der Air America Flight Services
Koordinaten: 34° 50′ 22″ N, 82° 20′ 55″ W
Ein Flugunfall einer Dassault Falcon 50 ereignete sich am 27. September 2018 gegen 13:46 Ortszeit auf dem Greenville Downtown Airport, in Greensville, South Carolina, USA, als das Flugzeug der Air America Flight Services (AAFS) ungebremst über das Ende der Landebahn hinausschoss, eine Böschung herunter rollte und schließlich auf einer Straße aufschlug. Bei dem Unfall kamen die beiden Piloten ums Leben, die zwei Passagiere überlebten schwer verletzt. Das Flugzeug wurde dabei irreparabel beschädigt.

## Ablauf des Unfalls
Die Maschine war vom St Petersburg-Clearwater International Airport, Florida, gegen 12:30 Ortszeit zu einem Charterflug mit Ziel Greenville Downtown Airport gestartet. An Bord befanden sich vier Personen – zwei Piloten und zwei Passagiere.
Gegen 13:46 Ortszeit landete das Flugzeug auf dem Greenville Downtown Airport und setzte dabei nach Aussagen des Flugsicherungspersonals „normal“ auf, die Schubumkehr wurde ausgefahren. Es rollte dann aber – ohne langsamer zu werden – über die gesamte Länge der Landebahn weiter, kam am Ende nach links von ihr ab, rollte eine Böschung herunter, schlug dann auf dem Boden auf und blieb auf einer Straße liegen. Bei dem Aufschlag wurde der vordere Teil des Rumpfes direkt hinter dem Cockpit vom restlichen Rumpf abgerissen.

## Untersuchung des Unfalls
Das National Transportation Safety Board (NTSB) untersuchte den Unfall und veröffentlichte am 3. Juni 2020 den dazugehörigen Abschlussbericht.
Es kommt dabei zu folgendem Ergebnis:
„The National Transportation Safety Board determines the probable cause(s) of this accident to be: The operator's decision to allow a flight in an airplane with known, unresolved maintenance discrepancies, and the flight crew's failure to properly configure the airplane in a way that would have allowed the emergency or parking brake systems to stop the airplane during landing.“
„Das National Transportation Safety Board stellt fest, dass die wahrscheinliche(n) Ursache(n) dieses Unfalls folgende sind: Die Entscheidung des Betreibers, einen Flug in einem Flugzeug mit bekannten, nicht behobenen Wartungsmängeln zuzulassen, Unstimmigkeiten und das Versäumnis der Flugbesatzung, das Flugzeug so zu konfigurieren, dass die Not- oder Feststellbremse das Flugzeug bei der Landung hätte anhalten können.“

## Weitere Erkenntnisse aus dem Bericht des NTSB
- Vor dem Unfall war das Flugzeug vier Jahre in einem Hangar eingelagert und wurde nicht geflogen. Erst im Juni 2018 wurde ein Wartungsauftrag erstellt, der die Lufttüchtigkeit der Maschine wieder herstellen sollte. Der Wartungsauftrag beinhaltete verschiedene, vorgeschriebene Inspektionen und Kontrollen. Bei den Inspektionen wurden über 100 Mängel festgestellt. Zum Zeitpunkt des Unfalls war der Wartungsauftrag zu ca. 60 % abgearbeitet. Die Wartungsaufzeichnungen beinhalteten keinerlei Einträge, dass das Flugzeug wieder lufttüchtig sei und wieder in den aktiven Flugdienst gehen könne.
- Der Wartungsauftrag beinhaltete nicht eine Überholung des Fahrwerks (inklusive Bremsen). Eine solche war zuletzt im Juli 2002 durchgeführt worden. Bei einem vorgeschriebenen Wartungsintervall von 12 Jahren (plus sechs Monate Puffer) wäre der späteste Zeitpunkt der nächsten Überholung im Dezember 2014 gewesen – vier Jahre vor dem Unfall.
- Ein Pilot, der vier vorherige Flüge – zusammen mit dem Co-Piloten des Unfallfluges – absolviert hatte, berichtete, dass auf allen vier Flügen die Bremsen des Flugzeugs nicht korrekt funktioniert hatten und er das Flugzeug so konfigurieren musste, das anstelle des normalen Bremssystems das Notfall-Bremssystem aktiviert wurde.
- Um das Notfall-Bremssystem zu aktivieren, muss der Schalter für die Feststellbremse in eine bestimmte Position gebracht werden. Das hatten die Piloten nach der Landung in Greensville nicht getan – auch nicht, nachdem sie die Fehlfunktion der Bremsen bemerkt hatten.
- Am Schalter der Feststellbremse befand sich ein, vermutlich vom Wartungsteam dort angebrachter, Sticker mit der Aufschrift: „ATA# 32-5 'INOP' DATE: 9/27/18“ – ATA code 32-5 bezieht sich auf die Antiblockiersysteme von Flugzeugen.
- Die Auswertung des Stimmenrekorder (englisch, Cockpit Voice Recorder, CVR) ergab unter anderem, dass die Crew beim Anflug auf den Flughafen Schwierigkeiten damit hatte, die von der Flugsicherung gelieferten Navigationshinweise zu verstehen. Weiterhin zeigte die Auswertung, dass die Crew keine „Pre-Landing Checklist“ verwendete.
- Der verantwortliche Pilot (Pilot-in-Command) des Unfallfluges besaß eine Verkehrspilotenlizenz (ATPL) und hatte 11.650 Stunden Flugerfahrung auf verschiedenen Flugzeugtypen. Er hatte eine Musterberechtigung (Type Rating) für mehrere Flugzeugtypen, wobei die Berechtigung für die Falcon 50 eingeschränkt war auf: „Second-in-Command“ (Co-Pilot).
- Der Co-Pilot des Unfallfluges (und gleichzeitig Eigentümer von AAFS und deren Flugzeuge) besaß eine Privatpilotenlizenz für ein- und mehrmotorige (SE / ME) Flugzeuge mit einer Flugerfahrung von 5.500 Flugstunden. Er hatte weder eine Instrumentenflugberechtigung (IR) noch irgendwelche eingetragenen Musterberechtigungen.

## Unabhängige Berichterstattung über den Unfall
Das Internetportal Aviation International News (AIN) Online veröffentlichte am 7. Oktober 2020 einen Artikel von Colleen Mondor, in dem diese nicht nur über den Unfall berichtete, sondern auch Hintergründe zum Status von AAFSs als Flugzeug-Vercharterer recherchiert hatte.
Sie kam bei ihrer Recherche zu dem Schluss, dass AAFS zum Zeitpunkt des Fluges keine Zertifizierung zur Durchführung kommerzieller (bezahlter) Flüge zur Personenbeförderung hatte. In ihrer Kommunikation mit der Behörde, die für die Erteilung solcher Zertifikate zuständig ist, der Federal Aviation Administration (FAA), konnte die FAA nicht belegen, ob AAFS für die kommerzielle Personenbeförderung zertifiziert war oder ob überhaupt die notwendigen Inspektionen für eine solche Zertifizierung durchgeführt worden waren.